# Wyższa Szkoła Administracji w Bielsku-Białej

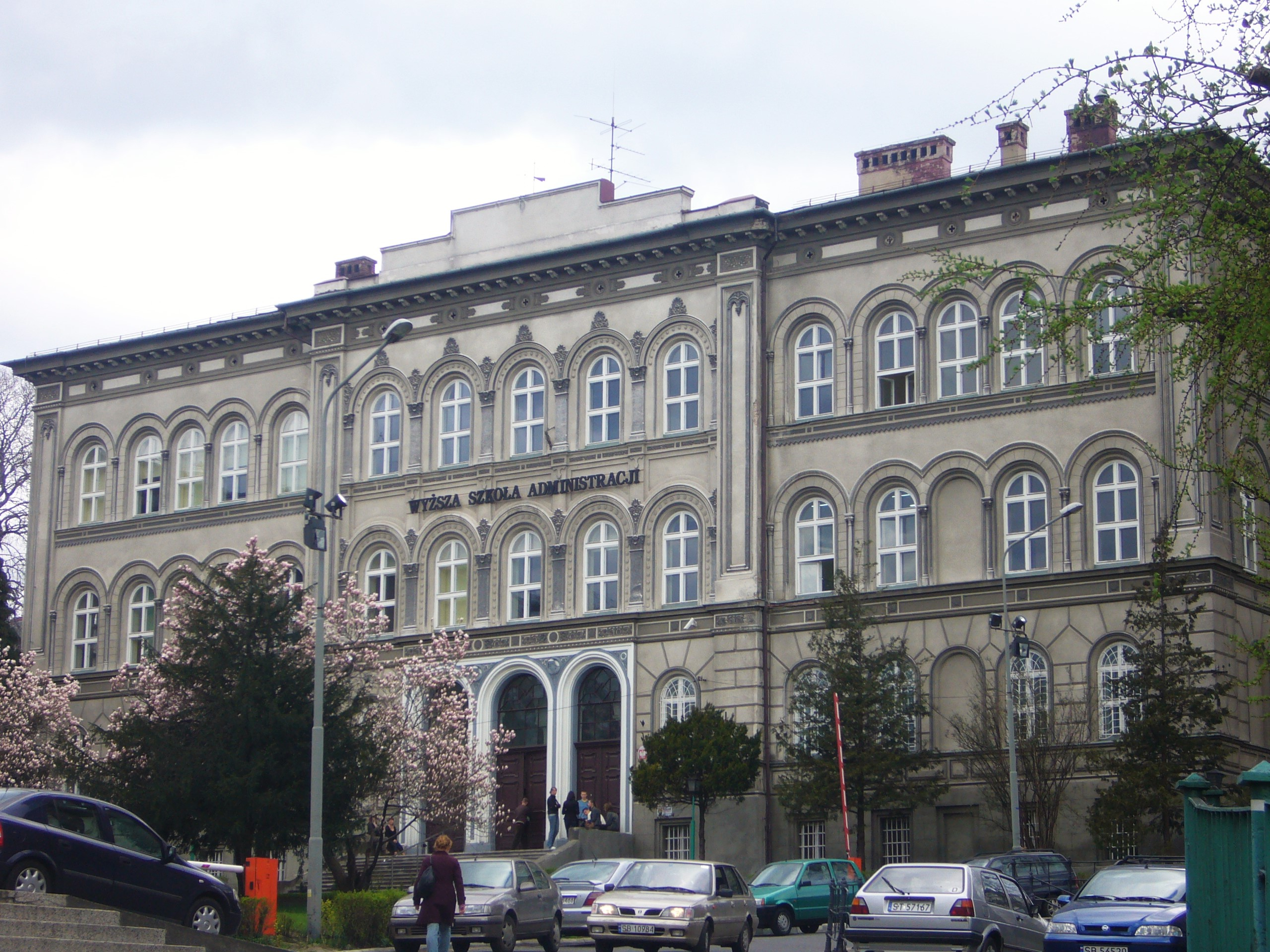
Budynek przy pl. Lutra 7

Wyższa Szkoła Administracji (WSA) – utworzona w 1997 roku uczelnia niepubliczna z siedzibą w Bielsku-Białej, prowadząca studia magisterskie na kierunku administracja, pedagogika oraz studia licencjackie na kierunkach: administracja, pedagogika, zarządzanie i bezpieczeństwo wewnętrzne. Ponadto realizuje studia podyplomowe: dwusemestralne administracyjne oraz trzysemestralne pedagogiczne. 

## Historia
Idea powołania szkoły wyższej zrodziła się w Towarzystwie Szkolnym im. M. Reja w 1995 roku. Po nieudanych próbach uzyskania pomocy ze strony Wydziału Prawa i Administracji Uniwersytetu Śląskiego, towarzystwo zwróciło się do Wydziału Prawa i Administracji Uniwersytetu Jagiellońskiego. Powołana została grupa pracowników Wydziału Prawa i Administracji UJ, która pod kierunkiem Józefa Filipka przygotowała program licencjackich studiów administracyjnych oraz z członkami zarządu towarzystwa zredagowała stosowny wniosek do Ministerstwa Edukacji Narodowej.
Decyzją nr DNS 1-145/TBM/192/97 z dnia 4 lipca 1997 r. ministerstwo edukacji wydało zezwolenie na utworzenie Wyższej Szkoły Administracji w Bielsku-Białej (numer N 119 w rejestrze uczelni niepaństwowych), określając jednocześnie ważność zezwolenia na okres pięciu lat. Początkowo jedynym kierunkiem studiów była administracja.
W 1999 w oparciu o środki własne oraz pozyskane od Fundacji Polsko-Niemieckiej wybudowano czterokondygnacyjny budynek o łącznej powierzchni 654 m² połączony ze budynkiem przy ul. Frycza-Modrzewskiego 12, użytkowanym od początku istnienia uczelni. Następnym etapem rozbudowy bazy lokalowej była budowa w latach 2000–2001 kolejnego budynku o powierzchni 2366 m².
W marcu 2001 roku został złożony wniosek o zezwolenie na uruchomienie drugiego kierunku studiów – stosunków międzynarodowych. Decyzją nr DSW.2-0143-34/2001 z dnia 25 lipca 2001 r. ministerstwo edukacji zezwoliło na uruchomienie wyższych studiów zawodowych na kierunku stosunki międzynarodowe. Po kontroli przeprowadzonej przez przedstawiciela MEN w lipcu tego samego roku ministerstwo decyzją nr DSW-2-0145-422/TBM/2001 z dnia 14 sierpnia 2001 r. przedłużyło ważność zezwolenia na działalność uczelni do 30 września 2010 roku.
W 2003 decyzją senatu WSA (Uchwała nr 1/33 z dnia 1 października 2003 r.) uczelnię podzielono na dwa wydziały – Wydział Administracji oraz Wydział Stosunków Międzynarodowych. 18 maja 2007 r. (Uchwała 5/70) Wydział Stosunków Międzynarodowych zlikwidowano, a kierunek włączono do nowo utworzonego Wydziału Nauk Społecznych.
W 2006 roku Wyższa Szkoła Administracji wynajęła od parafii ewangelicko-augsburskiej Zbawiciela zabytkowy obiekt usytuowany przy pl. M. Lutra 7, do którego przeniesiono m.in. rektorat.
W lipcu 2005 roku ministerstwo decyzją DSW-34003/704/EK/Rej.119/05 zezwoliło na uruchomienie kolejnego kierunku studiów – fizjoterapii na utworzonym Wydziale Fizjoterapii. Rok później uczelnia otrzymała zgodę (decyzja DSW-3-4003/230/EK/Rej.119/06) na uruchomienie kierunków pedagogika na Wydziale Nauk Społecznych, którego nazwę zmieniono w październiku 2007 roku na Wydział Nauk Humanistycznych i Studiów Międzynarodowych. W 2008 powstał kierunek kulturoznawstwo. W 2009 r. uczelnia wprowadziła na kierunku stosunki międzynarodowe także dwuletnie studia magisterskie.
W rankingu Rzeczpospolitej z maja 2008 roku uczelnia zajęła 9. miejsce w kategorii niepubliczne uczelnie licencjackie (inżynieryjne). Rok wcześniej była na miejscu 5., a dwa lata wcześniej – na miejscu 7.

## Lokalizacja

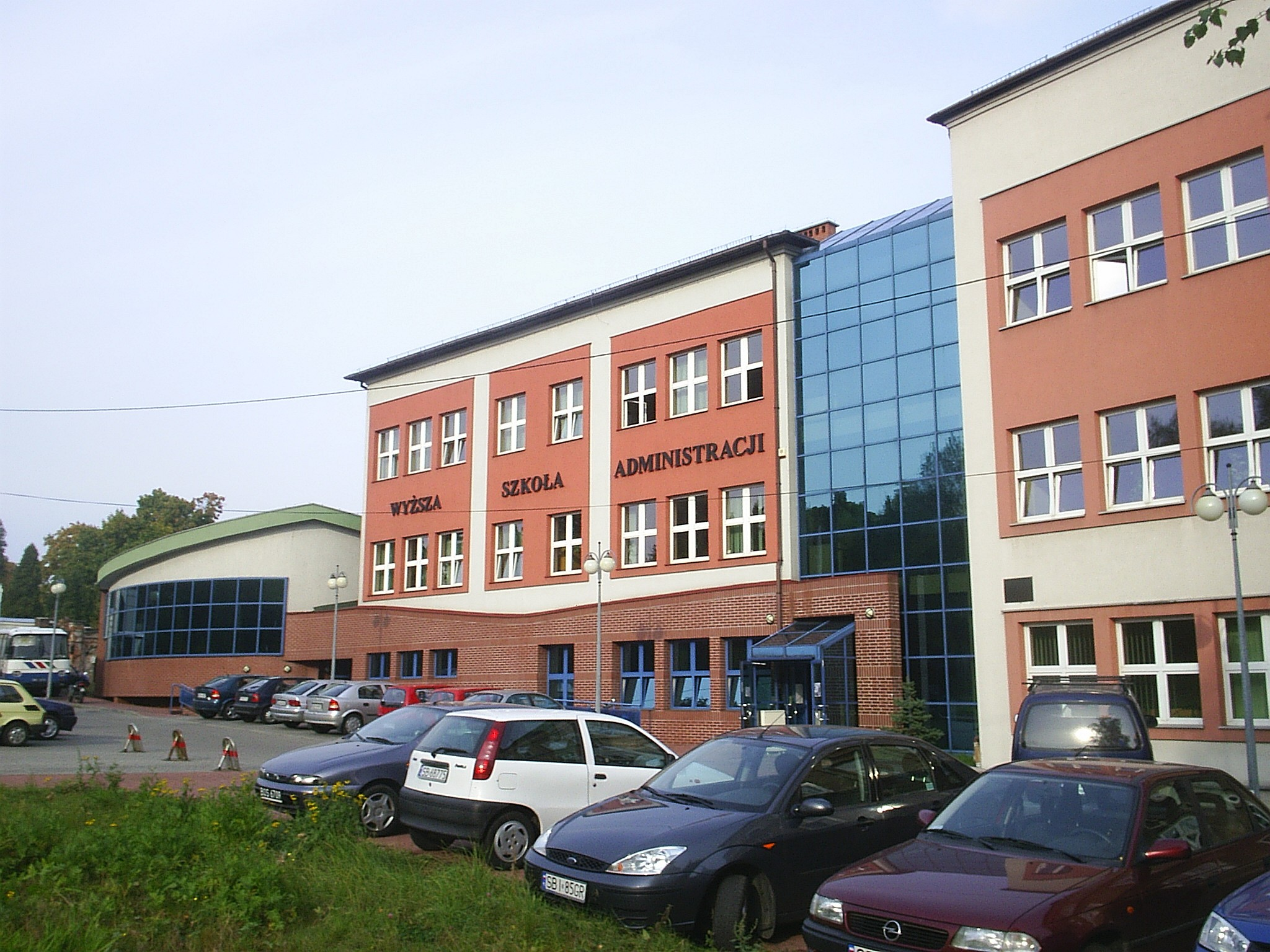
Budynek przy ul. A. Frycza-Modrzewskiego 12

Do Wyższej Szkoły Administracji należą dwa budynki w centrum Bielska-Białej:
- przy pl. M. Lutra 7 (rektorat, trzy sale wykładowe, czternaście sal dydaktycznych i cztery pracownie specjalistyczne)[2]
- przy ul. A. Frycza-Modrzewskiego 12 o powierzchni (aula na 374 miejsca, trzydzieści pięć sal dydaktycznych)[2].

## Władze
- Rektor: dr Lucyna Skorecka, prof. WSA
- Dziekan Wydziału Pedagogiki: dr Katarzyna Daniel
- Dziekan Wydziału Nauk Społecznych, Filia w Stalowej Woli: mgr Maria Łukasik
- Kanclerz: mgr Damian Kiszka

## Wydziały
Nauczanie na Wyższej Szkole Administracji realizowane jest na pięciu kierunkach studiów, prowadzonych przez w Bielsku-Białej i filii w Stalowej Woli:
- Administracja
- Bezpieczeństwo wewnętrzne
- Pedagogika
- Pedagogika przedszkolna i wczesnoszkolna
- Zarządzanie.

## Dawni wykładowcy
- dr hab. Paweł Czubik[8]
- prof. dr hab. Stanisław Grodziski[9]